# Londonkvartetten
Londonkvartetten, London String Quartet, var en av violinisten Albert Sammons 1908 grundad stråkkvartett, som ännu under 1930-talet var en av världens främsta.
Bland dess medlemmar märks primarien James Levey, Harry Waldo Warner och Charles Warwick Evans. De gjorde tolkningar av såväl klassisk musik som samtida kammarmusik. Under sina konsertresor besökte de även Sverige.